# Max Bressel
Hans Max Kurt Bressel (* 30. Oktober 1926 in Harburg/Elbe; † 19. Oktober 2000 in Hamburg) war ein deutscher Urologe.

## Leben

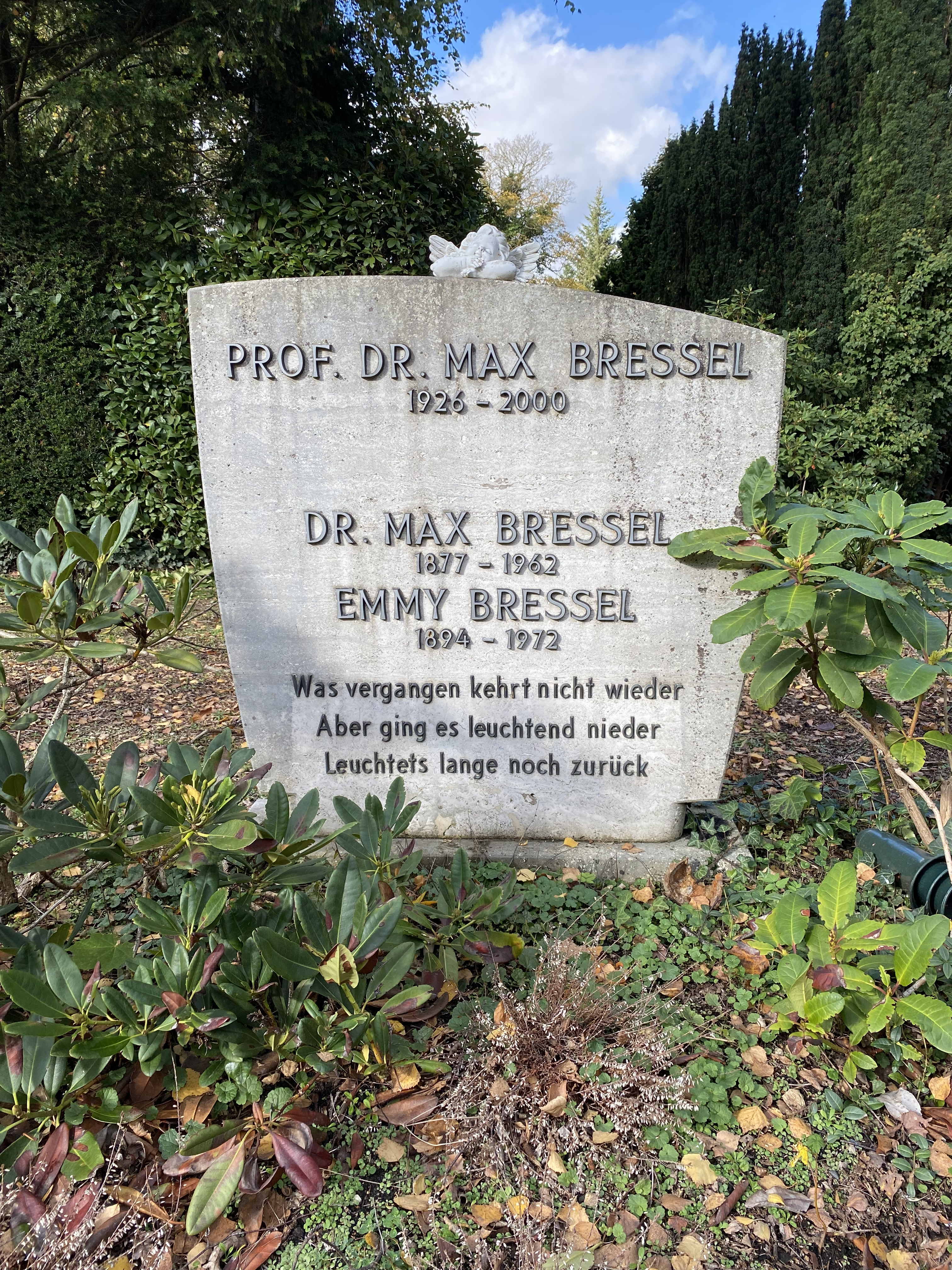
Grabstätte

Max Bressel wurde als Sohn des praktischen Arztes und Geburtshelfers Heinrich Max Bressel (1877–1962) und dessen Frau Emilie, geb. Bauernfeind (1894–1972), geboren. Bis 1953 studierte er Medizin an der Universität Hamburg und promovierte 1956 mit Beiträge zur pharmakologischen Beeinflussung der Fibrinolyse. Von 1956 bis 1958 war er als Assistenzarzt an der Neurologischen Klinik der Universität tätig, fachlich ausgebildet wurde er von dem Chirurgen Friedrich Lichtenauer. Später ging Bressel an das Universitätsklinikum des Saarlandes, dort wurde er 1966 Facharzt für Urologie und Oberarzt und veröffentlichte zahlreiche wissenschaftliche Beiträge.
Nach seiner Rückkehr nach Hamburg leitete Bressel von 1970 bis 1992 die Urologische Klinik am Allgemeinen Krankenhaus Harburg. Er galt als erfahrener und bedeutender Nebenschilddrüsenoperateur und wurde 1990 als Zeichen der Würdigung seiner Leistungen zum Professor für Urologie ernannt.
Nach der Wiedervereinigung wirkte Bressel am Evangelischen Krankenhaus im brandenburgischen Luckau. Für sein umfangreiches Engagement zeichnete ihn die Stadt am 28. September 2000 mit der Ehrenmedaille aus.
Bressel war jeweils Ehrenmitglied der Österreichischen Gesellschaft für Urologie und der Nordrhein-Westfälischen Gesellschaft für Urologie. Er verstarb kurz vor Vollendung seines 74. Lebensjahres und wurde auf dem Neuen Friedhof Harburg im Hamburger Stadtteil Eißendorf beigesetzt.